# Valerij Ivanovič Tokarjev
Valerij Ivanovič Tokarjev (rusko Валерий Иванович Токарев), ruski častnik, vojaški pilot in kozmonavt, * 29. oktober 1952, Kapustin Jar, Astrahanska oblast, danes Znamensk,  Rusija.

## Življenjepis
Tokarjev je leta 1973 končal Višjo šolo vojaških pilotov v Stavropolu. Leta 1982 je končal šolanje v Vadbenem središču preskusnih pilotov in diplomiral na Letalski akademiji Jurija Aleksejeviča Gagarina. Magistriral je s področja državne administracije na Narodni ekonomski akademiji, ki je priključena vladi Ruske federacije v Moskvi.
Leta 1987 so ga izbrali v kozmonavtsko skupino za preskušanje in letenje raketoplana Buran. Od leta 1994 je bil poveljnik skupine kozmonavtov za letalske sisteme. Ko so leta 1997 program Buran ukinili, so Tokareva izbrali za preskusnega pilota v Vadbenem kozmonavtskem središču Jurija Aleksejeviča Gagarina. 27. maja 1999 je kot strokovnjak odprave poletel v raketoplanu Discovery na njegovi odpravi STS-96 do Mednarodne vesoljske postaje (ISS).
Tokareva so izbrali v nadomestno posadko Odprave 10 Mednarodne vesoljske postaje.
Tokarev je poročen z Irino Nikolajevno, rojeno 25. februarja 1955. Imata hči Oljo in sina Ivana.